# جان اسمیترس
 جان اسمیترس (انگلیسی: Jan Smithers؛ زادهٔ ۳ ژوئیهٔ ۱۹۴۹) یک هنرپیشه اهل ایالات متحده آمریکا است. 